# Férfi súlylökés a 2005. évi nyári európai ifjúsági olimpiai fesztiválon
A 2005. évi nyári európai ifjúsági olimpiai fesztiválon az atlétikai versenyszámokat Lignano Sabbiadoróban rendezték. A férfi súlylökés döntőjét július 6.-án rendezték.

## Döntő
| H     | Név                 | Nemzet              | E     | Mj |
| ----- | ------------------- | ------------------- | ----- | -- |
| Arany | Nikola Kišanic      | Horvátország        | 19.55 |    |
| Ezüst | Sergey Bakhar       | Fehéroroszország    | 18.45 |    |
| Bronz | Aleksandr Bolshakov | Oroszország         | 18.29 |    |
| 4     | Robert Lobb         | Szlovákia           | 18.20 |    |
| 5     | Bojan Dzida         | Bosznia-Hercegovina | 17.58 |    |
| 6     | Arturas Gurklys     | Litvánia            | 17.09 |    |
| 7     | Marc van Oostrum    | Svájc               | 16.58 |    |
| 8     | Alexandre Laurent   | Franciaország       | 16.38 |    |
| 9     | Daniel Tinkler      | Egyesült Királyság  | 16.35 |    |
| 10    | Molnár Gábor        | Magyarország        | 16.22 |    |
| 11    | Reima Haapakoski    | Finnország          | 16.13 |    |
| 12    | António Silva       | Portugália          | 16.08 |    |
| 13    | Dmitri Israfilov    | Észtország          | 15.88 |    |
| 14    | Ondrej Pítr         | Csehország          | 15.27 |    |
| 15    | Mehmet Ali Çalidan  | Törökország         | 13.68 |    |
| -     | Arik Chepoi         | Izrael              | -     | NM |